# SARS-CoV-2 Cluster 5
SARS-CoV-2 Cluster 5, chiamato anche ΔFVI-spike dal Statens Serum Institut della Danimarca, è, o era, una variante mutata di SARS-CoV-2, il virus che causa COVID-19.
È stata scoperta nello Jutland settentrionale, in Danimarca, e si ritiene che sia stata trasmessa dai visoni all'uomo attraverso allevamenti di visoni.
Il 4 novembre 2020 è stato annunciato che la popolazione di visoni in Danimarca sarebbe stata abbattuta per prevenire la possibile diffusione di questa mutazione e ridurre il rischio che si verificassero nuove mutazioni.
In sette comuni dello Jutland settentrionale sono stati introdotte misure di confinamento e restrizioni di viaggio per impedire la diffusione della mutazione, la quale potrebbe compromettere le risposte nazionali o internazionali alla pandemia COVID-19.
L'Organizzazione mondiale della sanità (OMS) ha dichiarato che Cluster 5 ha una "sensibilità moderatamente ridotta agli anticorpi neutralizzanti".
Il SSI avvertì che la variante poteva ridurre l'effetto dei vaccini COVID-19 in fase di sviluppo, anche se era improbabile che li rendesse inutili.
In seguito alle misure di confinamento e ai test di massa, il 19 novembre 2020 il SSI ha annunciato che la variante Cluster 5 con ogni probabilità si era estinta.

## Nome e mutazioni
In Danimarca, ci sono stati cinque gruppi di varianti di SARS-CoV-2 derivanti dai visoni; il Danish State Serum Institute (SSI) li ha designati come cluster 1–5 (danese: cluster 1-5). Nel cluster 5, indicato anche come ΔFVI-spike dal SSI, sono state confermate diverse mutazioni nel peplomero (chiamato spike protein in inglese) del virus.
Le mutazioni specifiche includono 69-70deltaHV (una delezione dei residui di istidina e valina alla 69ª e 70ª posizione nella proteina), Y453F (un cambiamento da tirosina a fenilalanina in posizione 453, all'interno del dominio di legame del recettore del peplomero), I692V (da isoleucina a valina in posizione 692), M1229I (da metionina a isoleucina in posizione 1229) e una sostituzione non conservativa S1147L.
Mutazioni correlate ai visoni che assomigliano parzialmente alle varianti scoperte in Danimarca, sebbene facciano parte di un gruppo genomico separato, sono note in Olanda.

## Antefatti

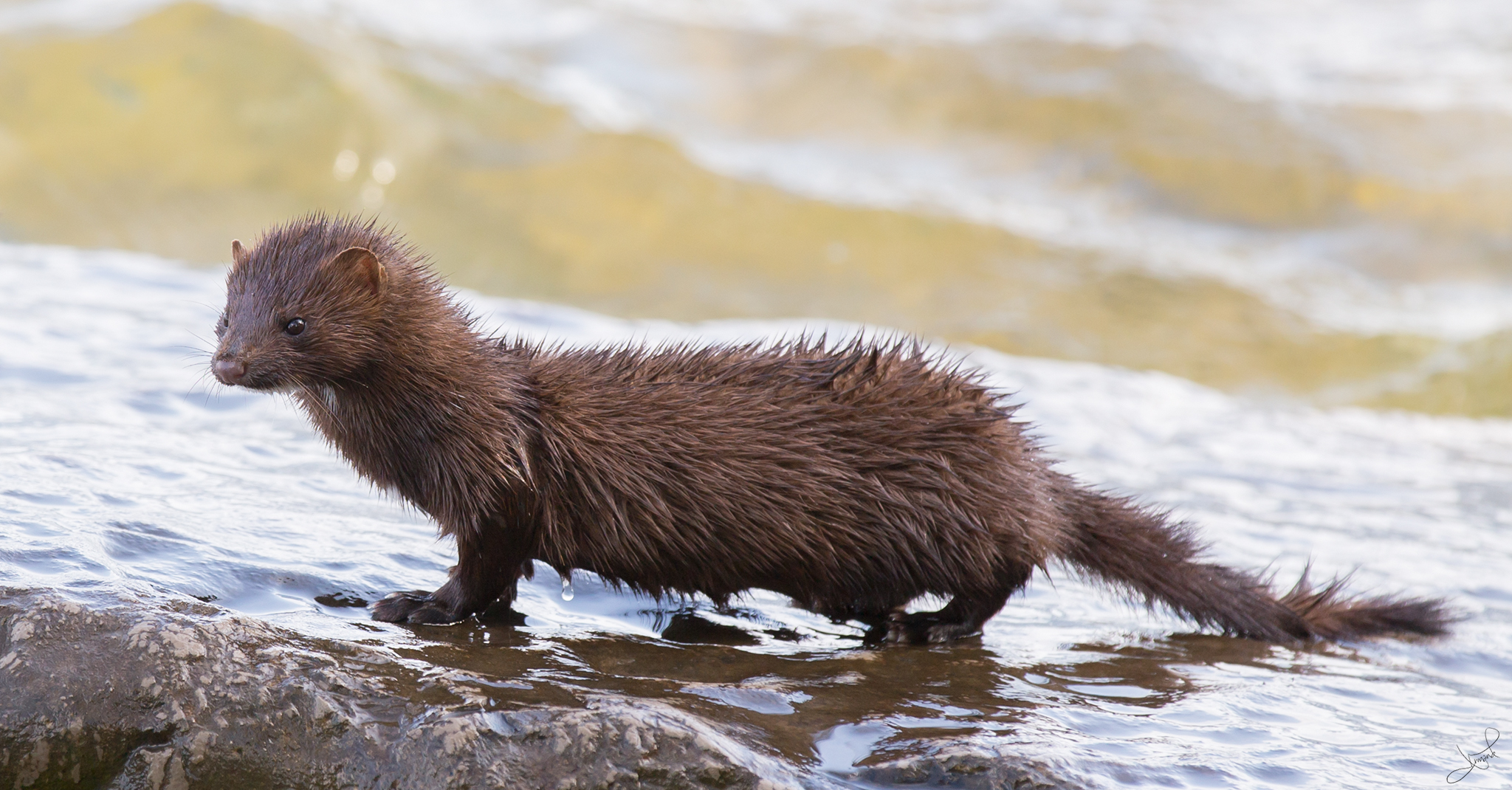
Visone americano (Neovison vison)

Nel 2019, la Danimarca era il più vasto produttore di pellicce di visoni nel mondo, con la maggioranza delle fattorie collocate al nord e all'ovest dello Jutland.
Insieme a pipistrelli, pangolini e umani, i visoni sono una delle tante specie di mammiferi che possono essere infettate dai coronavirus.
Nel novembre 2020, mentre il ruolo del pangolino nella diffusione del COVID-19 viene gradualmente scartato dagli scienziati, in un articolo di Crises del 7 gennaio, il sociologo e giornalista Yann Faure presenta dati che attestano la possibilità che gli allevamenti di visoni cinesi possano aver avuto un ruolo nell'emergere di COVID-19.
Insieme con il giornalista scientifico Yves Sciama, conduce un'indagine per Reporterre tra novembre e dicembre 2020 che sarà ripresa da molti media.
Il giorno dopo, la trasmissione del virus dai visoni all'uomo e le mutazioni relative al visone sono state documentate sulla rivista Science, e ciò spingerà il governo danese ad anticipare alla fine del 2020 il divieto di allevamento di visoni previsto per entrare in vigore nel 2024.
Dopo la scoperta della variante in Olanda, le autorità danesi hanno avviato un programma di sorveglianza su larga scala di tutti gli allevamenti di visoni del paese, con test regolari e sequenziamento genomico.
Il Dipartimento dell'Agricoltura degli Stati Uniti (USDA) ha confermato che casi di visoni malati di COVID-19 erano stati documentati nello Utah nell'agosto 2020.
Ulteriori focolai sono stati rilevati in Michigan, Wisconsin e Oregon.
Al 29 novembre 2020, le infezioni da COVID-19 nei visoni sono state segnalate in Danimarca, Italia, Paesi Bassi, Spagna, Svezia e Stati Uniti.

## Cronologia

### Scoperta
A partire dal 2 novembre 2020, l'istituto di ricerca indipendente statale danese Statens Serum Institut (SSI) ha rilevato varianti mutate di SARS-CoV-2 da cui gli esseri umani possono essere infettati e 191 allevamenti di visoni positivi.
Lo riferiscono pubblicamente il 3 novembre, chiamando le varianti con una correlazione nota in tre aziende agricole Cluster 5.
Il 4 novembre 2020, il primo ministro danese Mette Frederiksen ha dichiarato che un coronavirus mutato veniva trasmesso agli esseri umani attraverso i visoni,  principalmente dagli allevamenti di visoni nello Jutland settentrionale.
Un rapporto dello SSI ha rilevato che c'erano state 12 infezioni umane (8 direttamente associate ad allevamenti di visoni, 4 nella comunità vicina) che coinvolgevano questa mutazione nello Jutland settentrionale (indicato come "Cluster 5") e la risposta degli anticorpi era più debole.
Mentre l'istituto ha affermato che la mutazione non sembrava essere più pericolosa di altri coronavirus di per sé, Kåre Mølbak e Tyra Grove Krause del SSI hanno avvertito che la mutazione poteva potenzialmente ridurre l'effetto dei vaccini COVID-19 attualmente in fase di sviluppo, sebbene fosse improbabile li rendesse del tutto inutili.
Inoltre, è stato dimostrato che la risposta anticorpale più debole riduceva l'immunità acquisita da una precedente infezione.
L'autorità danese ha osservato che, sebbene il Cluster 5 fosse fonte di qualche preoccupazione, erano anche preoccupati per potenziali mutazioni future che potrebbero apparire nel visone, portando alla loro raccomandazione di chiudere tutte le fattorie del paese.

### Lockdown e abbattimento
Come misura preventiva, Frederiksen ha annunciato che il paese stava già abbattendo la sua popolazione di visoni di circa 14 milioni di unità (i rapporti iniziali di 15-17 milioni erano basati su stime degli anni precedenti, quando l'industria era più grande).
Per prevenire la diffusione della mutazione, il 5 novembre è stato anche annunciato che un lockdown e restrizioni al movimento sarebbero stati implementati nei comuni dello Jutland settentrionale di Brønderslev, Frederikshavn, Hjørring, Jammerbugt, Læsø, Thisted e Vesthimmerland a partire dal 6 novembre.
Tutte le istituzioni culturali, i cinema, i teatri, le strutture sportive e ricreative e i ristoranti dove cenare furono chiusi e fu proibito viaggiare dentro o fuori dai comuni.
Il trasporto pubblico è stato sospeso il 9 novembre. Sono stati avviati i test di massa (la Danimarca aveva già uno dei tassi di test più alti al mondo) e i programmi di tracciamento sono stati ulteriormente migliorati.
L'OMS ha rilasciato una dichiarazione su questo gruppo di varianti SARS-CoV-2 il 6 novembre.
In essa ha spiegato che questo gruppo aveva una combinazione di mutazioni che non erano state osservate in precedenza. La variante aveva una sensibilità moderatamente ridotta agli anticorpi neutralizzanti, ma sarebbero stati necessari ulteriori studi per comprendere le implicazioni riguardanti la diagnostica, le terapie e i vaccini.
Ciò è stato successivamente ripreso in una valutazione del rischio pubblicata dal Centro europeo per la prevenzione e il controllo delle malattie (ECDC), il quale ha rilevato che il rischio per le varianti legate al visone è simile al rischio generale COVID-19, rilevando anche che la circolazione del virus negli allevamenti di visoni potrebbe porre altri problemi in futuro e fornendo linee guida per la gestione del rischio.
Alla fine di novembre 2020, più di 10 milioni di visoni erano stati abbattuti.

### Sviluppi successivi
In seguito a test di massa, il 19 novembre 2020 SSI ha annunciato di non aver trovato nuovi casi di variante Cluster 5 e che essa era con ogni probabilità estinta.
Le restrizioni speciali imposte ad alcuni comuni dello Jutland settentrionale sono state revocate il 19-20 novembre (sono ancora soggette alle restrizioni COVID-19 standard che coprono l'intero paese e non sono correlate alle varianti dei visoni).

### Conseguenze politiche
Alla fine di novembre è stato rivelato che il ministro dell'Agricoltura, Mogens Jensen, e altri cinque ministri erano stati informati a settembre che l'abbattimento della popolazione di visoni dell'intero paese, anziché solo di quelli nelle aree infette, sarebbe stato illegale.
Di fronte alle richieste di dimissioni dall'opposizione parlamentare e alle aspre critiche dell'opinione pubblica, il primo ministro Frederiksen ha riconosciuto che l'ordine di abbattere tutti i visoni era illegale e Jensen si è dimesso il 18 novembre.
Successivamente è stato raggiunto un accordo per rendere legale retroattivamente l'ordine del governo.
Il 21 dicembre 2020, nel Parlamento danese, il governo e i partiti di sinistra del parlamento hanno approvato un disegno di legge che bandisce tutta la produzione di visoni per tutto il 2021.
Il 25 gennaio 2021 la maggioranza del parlamento danese ha raggiunto un accordo per compensare gli allevatori di visoni danesi e altri che si guadagnano da vivere con l'allevamento di visoni per un importo compreso tra 15,6 e 18,8 DKK (circa 2,1 miliardi di euro -  2,5 miliardi di euro).

## Implicazioni per la salute umana
Il 5 novembre, BBC News ha riferito che erano stati rilevati 12 casi di infezione umana con la variante del Cluster 5.
Una settimana dopo, un rapporto di valutazione rapida del rischio dell'ECDC ha indicato che si erano verificati 214 casi umani correlati al visone, tuttavia, si ritiene che pochi di questi, se del caso, siano stati casi aggiuntivi correlati all'epidemia di Cluster 5.
Alla data del 20 novembre, non sono stati rilevati ulteriori casi umani del ceppo Cluster 5 nonostante il sequenziamento genetico diffuso che ha rivelato 750 casi correlati al visone, ed è stato ha valutato che la variante del Cluster 5 non circolava più negli esseri umani.

## Reazioni internazionali
Il 6 novembre 2020, il Regno Unito annunciò che la Danimarca sarebbe stata rimossa dalla lista bianca cosiddetta "corridoio" dei paesi da cui i viaggiatori possono tornare senza auto-isolarsi per 14 giorni, citando la variante Cluster 5.
Il 7 novembre 2020, il Regno Unito annunciò che proibirà l'ingresso anche ai non residenti che viaggiano dalla Danimarca e ai non residenti che erano stati in Danimarca negli ultimi 14 giorni. Ai cittadini britannici sarà comunque permesso di tornare a casa, ma loro, così come tutti gli altri membri della loro famiglia, dovranno isolarsi da soli per 14 giorni. Questo divieto di viaggio doveva essere riesaminato dopo una settimana.
Le restrizioni vennero infine revocate il 28 novembre.